# Műszaki csapatok a Római Birodalom hadseregében
Már nagyon korán, Servius Tullius hadseregében is volt két centuria fabri ararii és fabri tignarii, azaz: kovácsok és ácsok néven. A hadi taktika és az ezzel kapcsolatos technika fejlődésével ez a berendezkedés később már nem bizonyult elegendőnek. A köztársaság végétől már minden önállóan működő seregben megtalálható volt a fabri egy csapata, amely a hadigépeket, fegyvereket tartotta karban, s egyáltalán mindazt a munkát elvégezte, amelyet a műszaki csapatok végezni szoktak. Parancsnokuk a praefectus fabrum volt, nem tartozott egyik legiohoz sem, hanem a fővezér bizalmi embere volt, s annak közvetlen parancsnoksága alatt állt. 